# Bernard Weiner
Bernard Weiner (* 28. September 1935) ist ein US-amerikanischer Psychologe und Professor an der UCLA.
Seinen Doktorgrad erlangte er 1963 an der University of Michigan. Er hat 1992 eine Ehrendoktorwürde von der Universität Bielefeld bekommen. 2001 wurde er als auswärtiges Mitglied in die Finnische Akademie der Wissenschaften aufgenommen.
Er hat wichtige Beiträge zur Entwicklung der Attributionstheorien der Motivation und der Emotion erbracht.
Er unterscheidet drei Dimensionen, die eine Attribution beeinflussen:
- internal vs. external
- stabil vs. vorübergehend
- kontrollierbar vs. unkontrollierbar

Beispiel: Gründe für Erfolg/Misserfolg in einem Sportwettkampf
|          | stabil                              | stabil                                        | vorübergehend                                              | vorübergehend               |
| -------- | ----------------------------------- | --------------------------------------------- | ---------------------------------------------------------- | --------------------------- |
|          | kontrollierbar                      | unkontrollierbar                              | kontrollierbar                                             | unkontrollierbar            |
| internal | Meine Erfahrung                     | Mein Talent                                   | Meine Anstrengung                                          | Meine Erschöpfung/Krankheit |
|          | „Ich habe gut/schlecht trainiert“   | „Ich habe viel/wenig Talent für diesen Sport“ | „Ich habe mir viel/wenig Mühe gegeben“                     | „Ich war fit/nicht fit“     |
| external | Können des Gegners                  | Schwierigkeit der Aufgabe                     | Bemühen des Gegners                                        | Glück                       |
|          | „Gegner hat gut/schlecht trainiert“ | „Gegner war schwach/Sportart liegt mir nicht“ | „Gegner hat mich unterschätzt/Gegner hat sich angestrengt“ | „Ich hatte Glück/Pech“      |

## Werke
- Motivationspsychologie, Beltz-Verlag 2009, ISBN 978-3621277044
- Theorien der Motivation, Klett-Cotta 1976, ISBN 978-3129285602
- Wirkung von Erfolg und Mißerfolg auf die Leistung, Klett-Cotta 1988, ISBN 978-3129285503

## Auszeichnungen
- Thorndike Research Award for Carreer Achievement, 2010[2]